# Бендасюк Семен Юрійович
Семен Юрійович Бендасюк (1877, с. Скопівка, нині Коломийського району Івано-Франківської області — 1965, Львів) — галицький громадський діяч та публіцист, москвофіл.

## Життєпис
Семен Бендасюк народився в селі Скопівка в селянській родині. Закінчив гімназію в Коломиї, вищу освіту здобув у Львівському університеті (юридичний факультет). Після закінчення університету займався громадською діяльністю, був активним учасником москвофільського товариства імені Качковського, писав для газети «Прикарпатська Русь».
У 1912 році Семена Бендаюска було заарештовано разом з Максимом Сандовичем та звинувачено у шпигунстві. Майже два роки слідства він провів у львівській тюрмі, але на суді в 1914 році його було визнано невинним.
Рятуючись від подальших переслідувань, перед початком Першої світової війни виїхав до Російської імперії. Прийняв православ'я у Харкові. Під час Громадянської війни в Росії виїхав до США, де проживав до 1927 року. З 1927 року і до кінця життя — у Львові.

## Діяльність

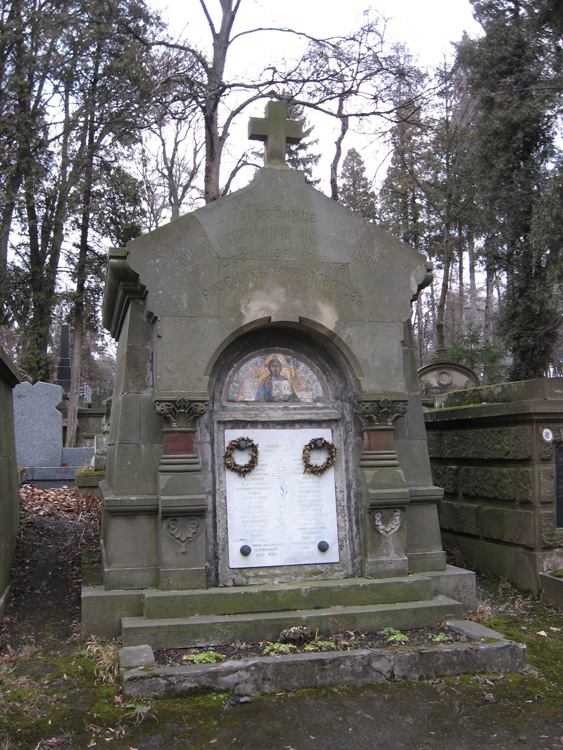
Братська могила галицьких письменників й журналістів, у якій поховано Бендасюка

Громадська на публіцистична діяльність Семена Бендасюка була тісно пов'язана з москвофільським рухом, вірність ідеям якого він зберігав до смерті. Написав кілька літературних нарисів, історико-библіографічне дослідження, присвячене Івану Федорову та Ставропігійному інституту, кілька споминів, низку гостро публіцистичних статей. Крім того, він багато років працював редактором часописів «Наука» та «Воскресение».
Після радянської анексії Західної України втратив змогу писати та публікувати будь-що, як і можливість працювати. В останні роки жив при соборі Святого Юра, виготовляв і продавав свічки та прибирав, аби якось заробити на прожиття.
Похований на Личаківському цвинтарі.

## Найважливіши праці
- Н. В. Гоголь — 1909
- О. А. Мончаловский — 1929
- Памяти о. Максима Санловича −1935
- Единство Руси — 1936
- Первые памятники русской переписки Зубрицкого — 1932
- Общерусский первопечатник Иван Федоров и основанная им братская ставропигийская печатня во Львове — Львів, 1935 [Архівовано 26 вересня 2020 у Wayback Machine.]